# Sri Wahyuni Agustiani
Sri Wahyuni Agustiani (* 13. August 1994 in Bandung) ist eine indonesische Gewichtheberin.

## Biografie
Sri Wahyuni Agustiani, die sudanesische Wurzeln hat, begann im Alter von 10 Jahren mit dem Gewichtheben. Ihr erster Trainer war ihr Vater. Bei den Junioren-Weltmeisterschaften 2014 in Kasan gewann sie zwei Gold- und eine Silbermedaille. Ihr bislang größter Erfolg gelang ihr bei den Olympischen Spielen 2016 in Rio de Janeiro, wo sie im Bantamgewicht Silber gewinnen konnte. Doch bereits zuvor konnte sie mit dem Gewinn der Silbermedaille bei den Asienspielen 2014 und einer Goldmedaille bei den Südostasienspielen 2013 gute Ergebnisse vorweisen. Nach den Olympischen Spielen von Rio folgten eine Bronzemedaille bei der Sommer-Universiade 2017 und eine weitere Silbermedaille bei den Asienspielen 2018.